# Beypazarı
Beypazarı és una vila de l'Anatòlia Central i districte de la província d'Ankara. Es troba a 98 km a l'oest de la ciutat d'Ankara i a 700 m d'altitud. El Mont Hidirlik (Hıdırlık Tepe) divideix la vila en dos: la ciutat moderna y el poble tradicional. La seva economia depèn de l'agricultura i el turisme, ja que tant la gastronomia tradicional de la regió com els konaks (grans cases tradicionals de Turquia) d'arquitectura otomana utilitzats com a hotels atreuen especialment els turistes turcs per una visita nostalgica als temps otomans. Beypazarı es famós a Turquia per les seves pastanagues (70 % de la producció nacional) i també dona el seu nom a una mena de pa dur, anomenat Beypazarı kurusu ("sec de Beypazarı" en turc). Anualment, Beypazarı celebra el "Festival de la Pastanaga, Güveç (estofat turc tradicional), Artesania i Cases tradicionals" cada primer cap de setmana de juny. La part tradicional de la vila, amb els carrers estrets, cases otomanes, mercat d'artesanies, restaurants i cafés, es considera un museu a l'aire lliure. Beypazarı té un "Museu viu" (turc: Yaşayan Müze) que es dedica a la història i cultura de Beypazarı.

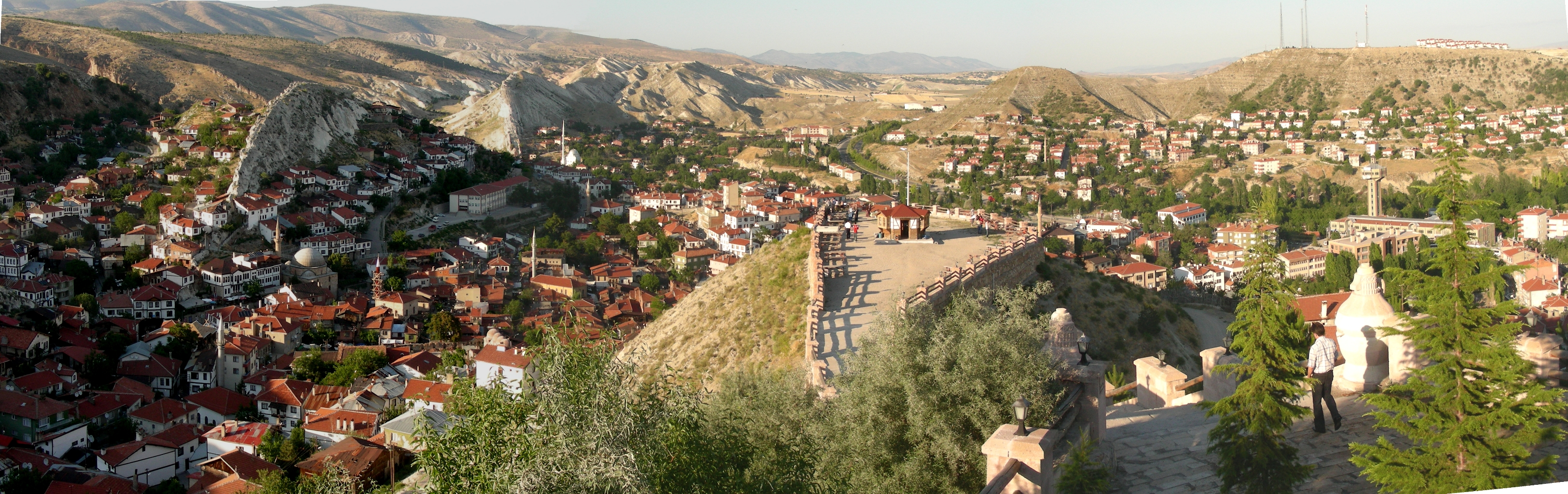
Vista panoramica de la vila des del Mont Hidirlik
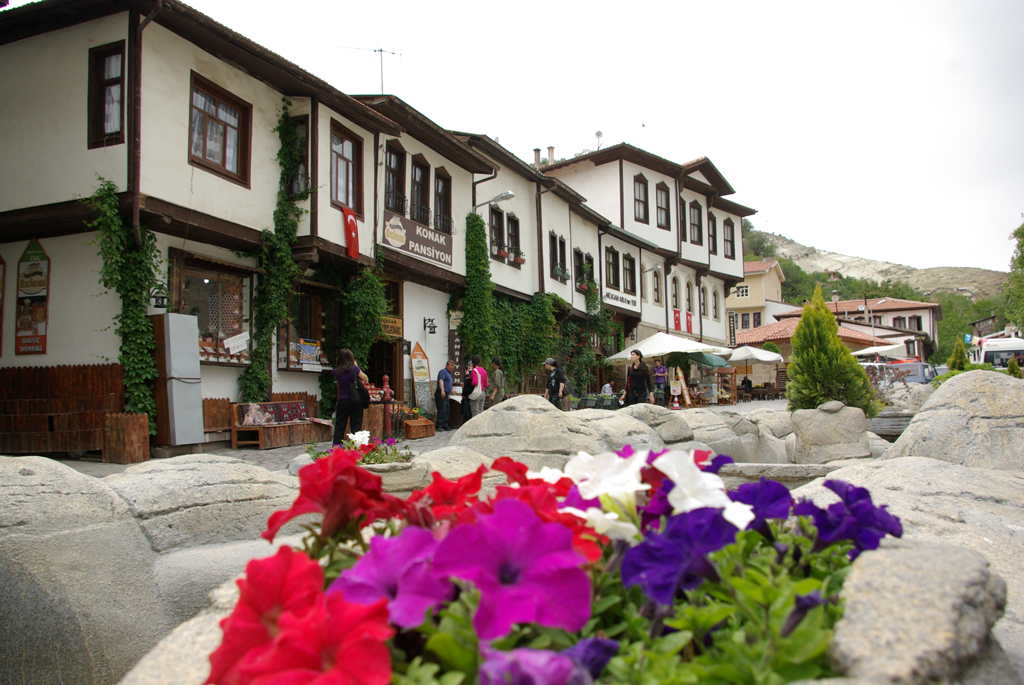
Carrer a Beypazarı (amb un konak al fons del carrer)
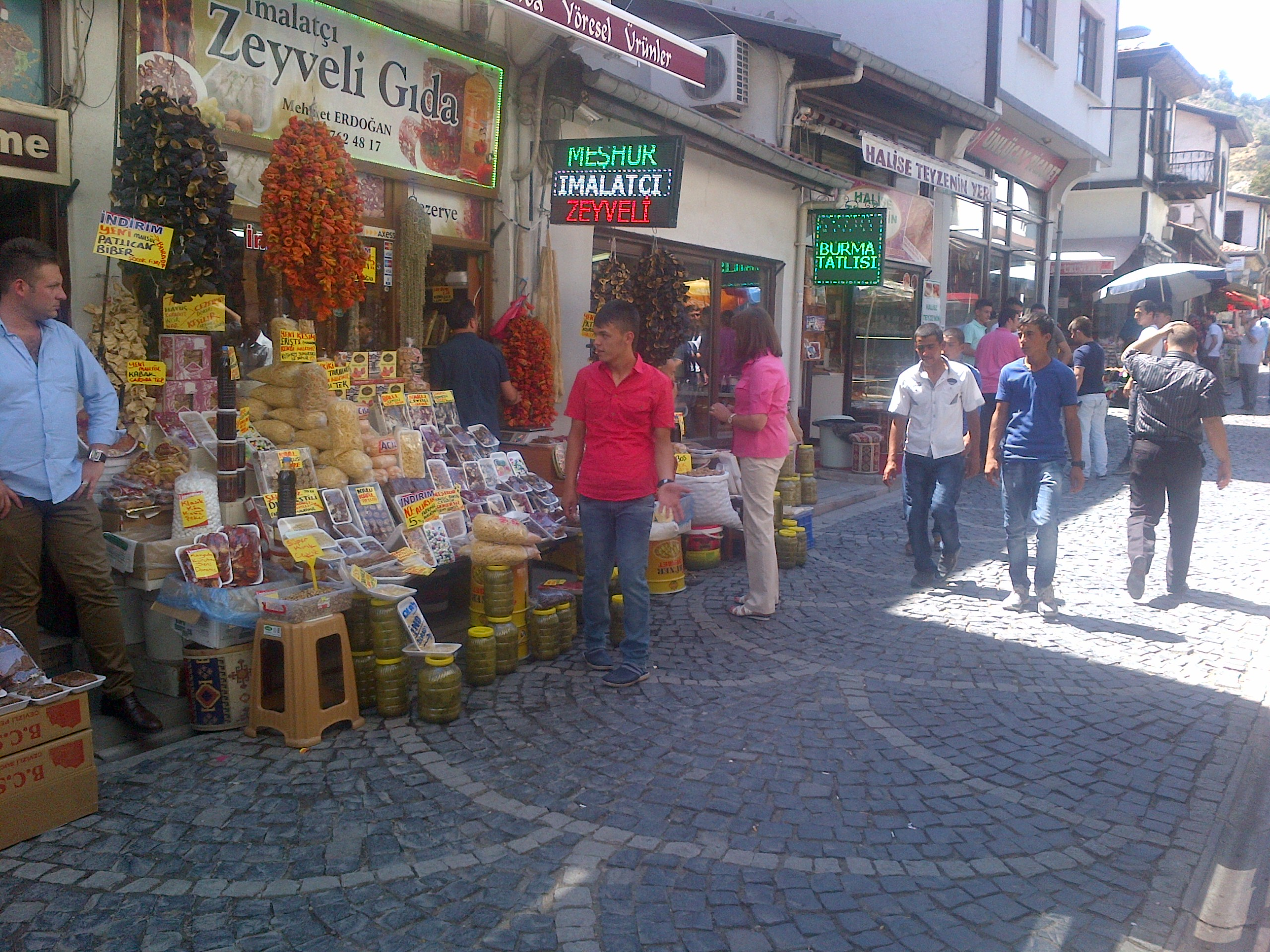
Mercat tradicional de Beypazarı
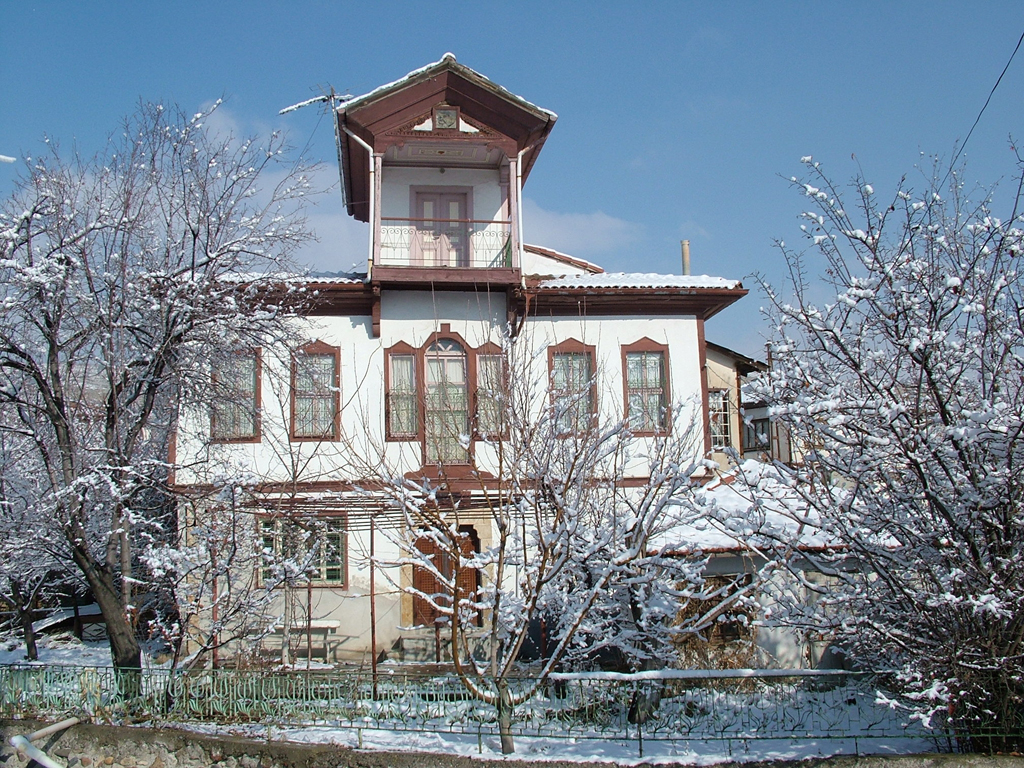
Beypazarı a l'hivern
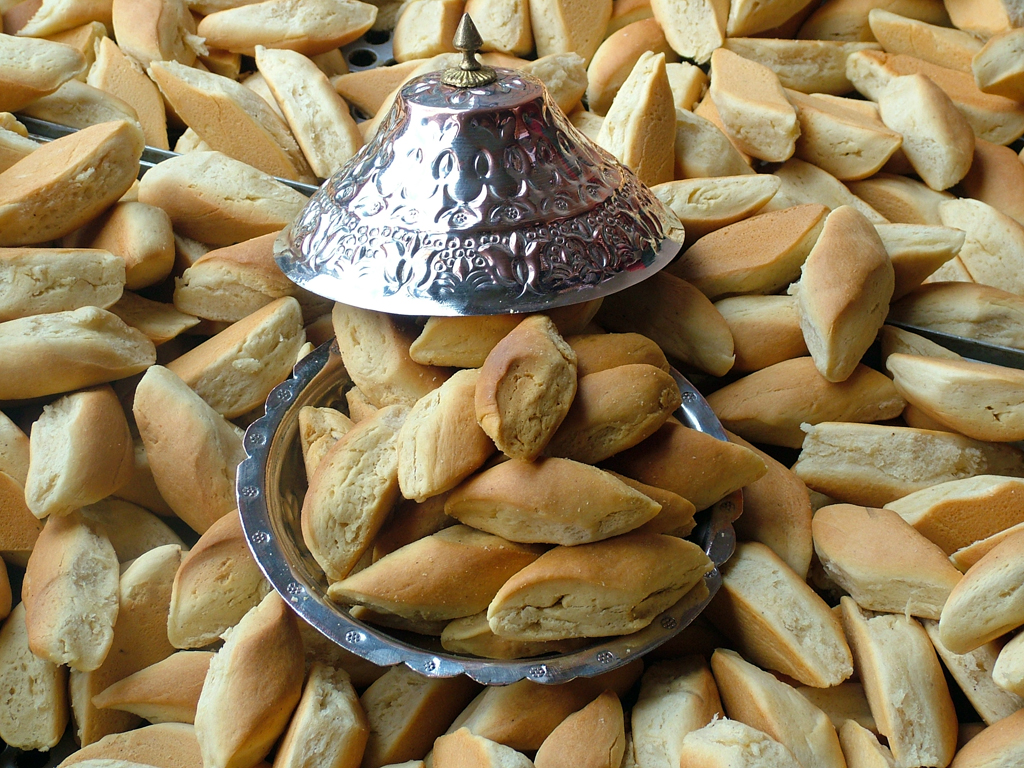
Beypazarı kurusu
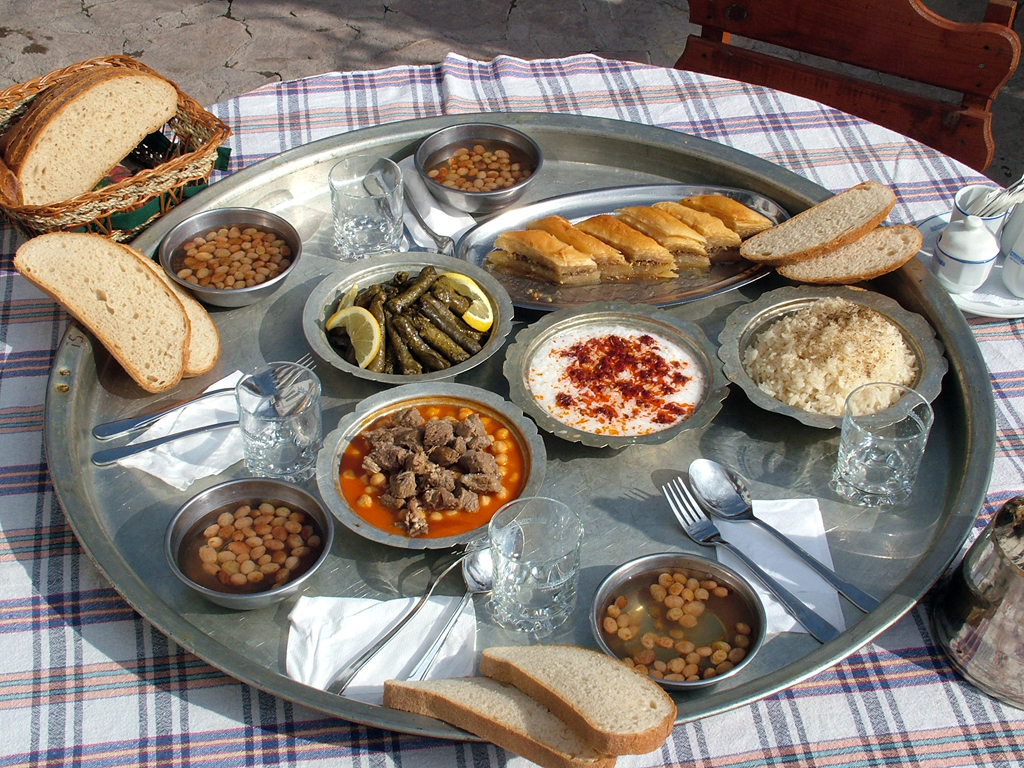
Menjars tradicionals en un sini a Beypazarı (Sopa de iogurt, yaprak sarma, nohut yahni, i pilav com a plats, i baklava i hoşaf com a postres)